# Owzān-e Pā‘īn
Owzān-e Pā‘īn (persiska: اوزان پائین, Ūzān-e Soflá) är en ort i Iran.   Den ligger i provinsen Västazarbaijan, i den nordvästra delen av landet, 400 km väster om huvudstaden Teheran. Owzān-e Pā‘īn ligger 1 705 meter över havet och antalet invånare är 139.
Terrängen runt Owzān-e Pā‘īn är huvudsakligen kuperad. Owzān-e Pā‘īn ligger nere i en dal.Runt Owzān-e Pā‘īn är det ganska glesbefolkat, med 47 invånare per kvadratkilometer. Närmaste större samhälle är Z̧āher Kandī, 9,4 km söder om Owzān-e Pā‘īn. Trakten runt Owzān-e Pā‘īn består i huvudsak av gräsmarker.